# V/H/S 85
Pour les articles homonymes, voir VHS.
 (juin 2025).
Si vous disposez d'ouvrages ou d'articles de référence ou si vous connaissez des sites web de qualité traitant du thème abordé ici, merci de compléter l'article en donnant les références utiles à sa vérifiabilité et en les liant à la section « Notes et références ».
Série
V/H/S 99
(2022) V/H/S/Beyond
(2024)
Pour plus de détails, voir Fiche technique et Distribution.
V/H/S/85 est un film à sketches horrifique américain sorti en 2023. C'est le 6e volet de la franchise V/H/S (en). Se déroulant en 1985, le film comprend cinq segments de found footage reliés entre eux par une sixième histoire. Pour la première fois de la franchise, deux segments sont liés l’un à l’autre (No Wake et Ambrosia), et un segment est lié à un film antérieur de son cinéaste (Dreamkill de Scott Derrickson faisant référence à Black Phone).

## Synopsis
- Total Copy, réalisé par David Bruckner (sketch de liaison)

Une équipe de scientifiques de l’université Stamer (le Dr Pike Spratling, le Dr Gary Newell, le Dr Margaret Porter et le Dr Sarah Greyson) étudient un être métamorphe nommé « Rory ».
- No Wake, réalisé par Mike P. Nelson

Sept amis (Rob, Anna, Jared, Drew, Robin, Kevin et Kelly) campent au bord d’un lac. Le groupe, à l’exception d’Anna et Jared, ignore plusieurs panneaux qui mettent en garde les visiteurs contre la baignade et entre dans l’eau.
- God of Death, réalisé par Gigi Saul Guerrero

Lors d’un journal télévisé survient le séisme de 1985 à Mexico, qui tue toute l’équipe à l’exception du caméraman Luis. Il est secouru par une équipe de sauveteurs composée d’Eddie, Karla, Javier et Miguel et tous vont ensemble tenter de sortir du bâtiment.
- TKNOGD, réalisé par Natasha Kermani

L’artiste de performance Ada Lovelace ouvre un spectacle pour un petit public dans un théâtre. Elle explique que le monde a tué Dieu et l’a remplacé par le « Dieu de la technologie », et présente une vidéo de démonstration d’un logiciel de réalité virtuelle qui permet à son utilisateur d’exister simultanément sur le plan physique et numérique.
- Ambrosia, réalisé par Mike P. Nelson

La famille Wrigley organise une célébration en l’honneur de leur fille adolescente Ruth. Ce soir-là, les Wrigley révèlent qu’ils célèbrent une vieille tradition familiale qui consiste en un rite de passage dont Ruth va prouver qu'elle s’est acquittée.
- Dreamkill, réalisé par Scott Derrickson

Un tueur en série entre dans la maison d’une femme et la tue alors qu’elle est au téléphone avec les services d’urgence. Arrivé sur la scène de crime, le détective en chef Wayne Johnson reconnaît le cadre d’une vidéo qu’il a reçue quelques jours auparavant. Puis une deuxième vidéo montre le tueur qui entre dans une autre maison, y affrontant puis tuant un homme. Là encore, quand la police arrive sur les lieux, Wayne dit à son partenaire Bobby Blake qu’il avait déjà vu le meurtre sur une cassette reçue plus tôt. Wayne enquête et découvre que le fils de Bobby, Gunther, est celui qui envoie les cassettes. Gunther prétend qu’il a vu les meurtres dans ses rêves et qu’ils étaient enregistrés sur les bandes, mais Wayne est sceptique. Bobby explique que leur famille a une capacité psychique à voir l’avenir : sa soeur s’est suicidée après avoir fait une série de rêves troublants, et la cousine de Gunther, Gwen, a fait des rêves similaires lorsque son frère Finney a été kidnappé (allusion aux événements qui se sont déroulés 7 ans plus tôt dans Black Phone).

## Fiche technique
Sauf indication contraire, les informations mentionnées dans cette section peuvent être confirmées par la base de données cinématographiques IMDb,  présente dans la section « Liens externes ».
- Titre original : V/H/S/85
- Réalisation : David Bruckner, Mike P. Nelson, Gigi Saul Guerrero, Natasha Kermani, Scott Derrickson
- Scénario :
- Musique :
- Photographie :
- Montage :
- Production :
- Sociétés de production : Radio Silence Productions
- Société de distribution :
- Pays de production :  États-Unis
- Langue originale : anglais
- Genres : horreur, found footage, anthologie

## Distribution
Total Copy
- Jordan Belfi : Dr. Spratling
- Kelli Garner : Dr. Sarah Greyson
- K.T. Thangavelu : Dr. Margaret Porter
- Miller Tai : Dr. Gary Newell

No Wake
- Alex Galick : Rob
- Anna Sundberg : Robin
- Chelsey Grant : Kelly
- Toussaint Morrison : Drew
- Tyler Nobel : Kevin
- Anna Hashizume : Anna
- Tom Reed : Jared

God of Death
- Ari Gallegos : Luis
- Marcio Moreno : Eddie
- Felipe De Lara : Miguel
- Florencia Rios : Karla
- Gerardo Oñate : Javier
- Gabriela Roel : Lucia De Leon
- Gigi Saul Guerrero : Gabriela Maldonaldo
- José María Higareda : Mictlantecuhtli

TKNOGD
- Chivonne Michelle : Ada

Ambrosia
- Evie Bair : Ruth
- Renee Werbowski : Renee
- Mike Lester : James
- Justen Jones : oncle Jeff
- Lauren Anderson : tante Susan
- Bonnie Sorenson : Carol
- Murray Nelson : Adam

Dreamkill
- Freddy Rodríguez : l'inspecteur Wayne Johnson
- James Ransone : Bobby Blake
- Dashiell Derrickson : Gunther Blake